# Miroslav Kultyshev

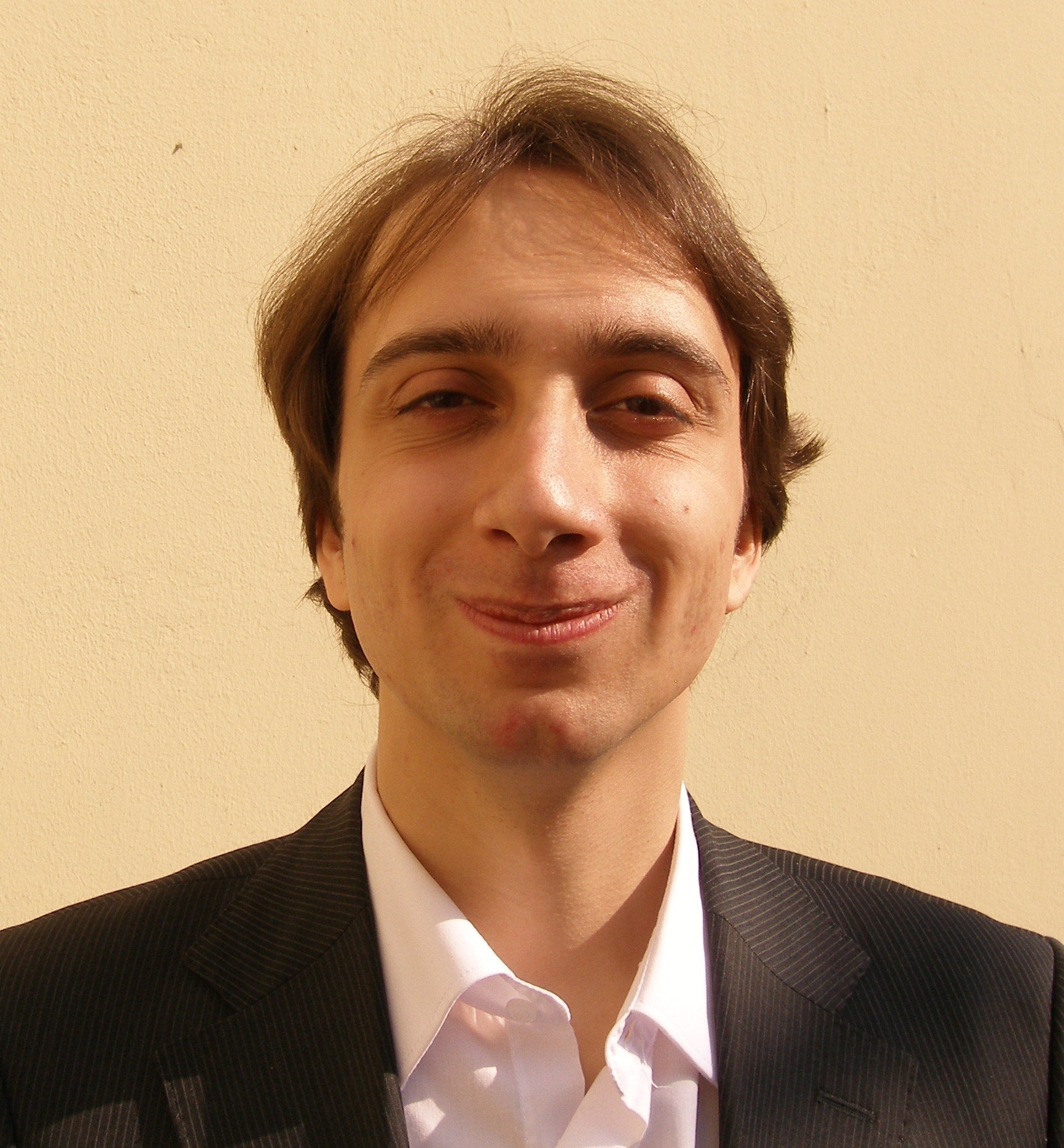
Miroslav Kultyshev

Miroslav Kultyshev (San Petersburgo, Rusia, 1985) es un pianista ruso, ganador en 2007 del segundo premio en la XIII edición del Concurso Internacional Chaikovski.
Se gradúa en la Escuela Secundaria Especializada de Música del Conservatorio Estatal de San Petersburgo con Z. Tsuker. Actualmente es estudiante de doctorado en dicho Conservatorio con Alexander Sandler.
Kultyshev es ganador de concursos internacionales, tales como el primer Moscow H. Neuhaus Festival of Young Pianists (Moscú, 1998) y el International Music Festival "Virtuosos of 2000" (1999). En 2005 recibe el Primer premio y medalla de oro del International Youth Delphic Games (Kiev, Ucrania). También ha participado en numerosos festivales. Desde 2006 es estudiante y participante activo en la Casa de la Música de San Petersburgo. Ha realizado giras por Austria, Alemania, Francia, Italia, Gran Bretaña, Estados Unidos, Holanda, República Checa, Eslovaquia, Lituania y Ucrania.